# Xavier Cugat Dance Parade
| Recensione | Giudizio |
| ---------- | -------- |
| AllMusic   |          |

Xavier Cugat Dance Parade è un album a nome Xavier Cugat and His Orchestra, pubblicato dalla casa discografica Columbia Records nel 1949.

## Tracce

### LP
Lato A
1. Brazil (Aquarela do Brasil) (Voci della "Cugat Chorus") – 2:45 (Ary Barroso; Sidney Keith Russell (adattamento testo in inglese)) – Registrato il 30 dicembre 1941 a New York
2. La cucaracha (Voci della "La Chata") – 3:08 (Tradizionale) – Registrato il 28 marzo 1941 a New York
3. Toca-tu Samba (Voce di Nestor Amaral) – 3:04 (testo: Nestor Amaral – musica: Raúl Soler) – Registrato il 16 febbraio 1945 a Hollywood
4. Linda mujer (You Never Say Yes! You Never Say No!) (Voce di Luis Del Campo) – 2:45 (testo: Irving Caesar – musica: Rafael Duchesne, Art Kassel) – Registrato il 5 gennaio 1945 a Hollywood

Lato B
1. Miami Beach Rhumba (Voce di Aladdin & The Boyd Triplets) – 3:13 (testo: Albert Gamse – musica: Irving Fields) – Registrato nel giugno 1947 a Hollywood
2. Orchids in the Moonlight (Strumentale) – 2:38 (testo: Gus Kahn, Edward Eliscu – musica: Vincent Youmans) – Registrato il 26 novembre 1940 a Chicago
3. Walter Winchell Rhumba (Strumentale) – 2:43 (musica: Noro Morales) – Registrato nel giugno 1945 a New York
4. Jack, Jack, Jack (Cu-Tu-Gu-Ru) (Voci della The Boyd Triplets and Orchestra) – 2:28 (Armando Castro; Joseph N. Davis (adattamento testo in inglese)) – Registrato il 5 febbraio 1947 a Hollywood

## Musicisti
- Xavier Cugat – direttore d'orchestra
- "Cugat Chorus" – cori (A1)
- "La Chata" – cori (A2)
- Nestor Amaral – voce (A3)
- Luis del Campo – voce (A4)
- Aladdin and The Boyd Triplets – cori (B1)
- The Boyd Triplets – cori (B4)
- Membri dell'orchestra non accreditati